# Umsonst und Draußen (Würzburg)
Das Umsonst und Draußen (meist nur U&D) in Würzburg ist ein seit 1987 existierendes, jährlich einmal auf den Talavera-Mainwiesen ausgetragenes Festival in Bayern. Es reiht sich ein in andere Umsonst-und-Draußen-Feste.
Das Weiterbestehen des Festivals war im Laufe der Jahre mehrmals gefährdet, da beispielsweise wie in den Jahren 2007 und 2008 die Wetterumstände zu massivem Zuschauerverlust und damit verbunden großen Einkommenseinbrüchen geführt hatten. Erst durch das Finden eines neuen Hauptsponsors, der Sparda-Bank, im Jahr 2009 und die stärkere Unterstützung durch den Bezirk Unterfranken und der Stadt Würzburg sicherten dem U&D wieder eine etwas sichere Zukunft.

## Organisation und Konzept
Das U&D wird seit 1987 von einem hierfür installierten Trägerverein und jeweils über 100 ehrenamtlichen Helfern organisiert, Hauptverantwortlicher ist dabei Ralf Duggen. Das U&D findet jährlich zwischen Frühjahrsende und Anfang des Sommers auf den Würzburger Mainwiesen statt.
Auf dem Gelände sind zwei große und verschiedene kleinere Bühnen, teils im Freien und teils in überdachter Form. Im Rahmen des U&D finden eine Vielzahl an anderen Aktionen und Angeboten statt. So gibt es eine Espresso-Versuchsreihe, ein umfangreiches Kinderprogramm, einen Nachmittag lang Straßenmusik auf dem Gelände, eine Varieté-Gala und eine Reihe verschiedener Spiel- und Verkaufsstände. Diverse wohltätige Organisationen sind zudem mit Infoständen vertreten. Im Jahr 2009 gab es erstmals eine „U25“-Bühne, auf der Bands mit einem Durchschnittsalter unter 25 Jahren jeweils in den Umbaupausen der großen Draußen-Bühne spielten. Unter dem Banner „Umsonst & Drinnen“ treten zudem weitere Gruppierungen nach Mitternacht in nahegelegenen Veranstaltungsorten bei ebenso kostenfreiem Eintritt auf.
Zu den Sponsoren des dreitägigen Festivals gehörten in den letzten Jahren die Sparda-Bank Nürnberg, Distelhäuser Brauerei, Sinalco und die Main-Post. Haupteinnahmequelle für den Veranstalter ist aufgrund des kostenfreien Eintritts zum Gelände der Getränkeverkauf. An den Eingängen werden Besucher auf unerlaubterweise mitgebrachte Verpflegung hin kontrolliert.
Die auftretenden Künstler kommen zu einem Großteil aus Deutschland, viele davon auch direkt aus dem regionalen Umfeld. Darüber hinaus traten aber auch schon eine Vielzahl international erfolgreicher Acts auf dem U&D auf, in den letzten Jahren unter anderem Künstler wie Aloha from Hell, Audrey, Get Well Soon, Kashiwa Daisuke, Mama’s Gun, Markus Rill, Ólafur Arnalds, Reamonn oder The Robocop Kraus.